# PGC 4228
LEDA/PGC 4228 ist eine Linsenförmige Galaxie vom Hubble-Typ S0 im Sternbild Phönix am Südsternhimmel, die schätzungsweise 232 Millionen Lichtjahre von der Milchstraße entfernt ist. Die Galaxie ist Teil der 10 Mitglieder zählenden NGC 434-Gruppe (LGG 19).

Im selben Himmelsareal befindet sich u. a. die Galaxie IC 1649.